# ارزش سرمایه‌گذاری
ارزش سرمایه‌گذاری، (به انگلیسی: Enterprise value) معیاری اقتصادی است، که حاکی از ارزش بازار آن شرکت یا نهاد اقتصادی می‌باشد. در این نوع از نگرش (ارزیابی) تمام ادعای مدعیان لحاظ شده‌است: اعتبار دهندگان (در اولویت‌های مختلف) و سهام‌داران (عادی و ممتاز). ارزیابی با نگرش این مدل بسیار جامع تر از ارزیابی با نگرش ارزش بازار است، که فقط در آن سهام عادی قابل معامله در بازار لحاظ شده‌است، چرا که ابعاد گسترده‌تری را برای سرمایه‌گذاری و خرید، لحاظ می‌کند. همچنین این نوع ارزیابی یکی از اصلی‌ترین و بنیادی‌ترین متریک‌های مورد استفاده در ارزیابی نهادهای کسب‌وکار، مدل‌سازی‌های تأمین مالی، حسابداری و تحلیل سبد سهام سرمایه‌گذاری است.